# Pyksis

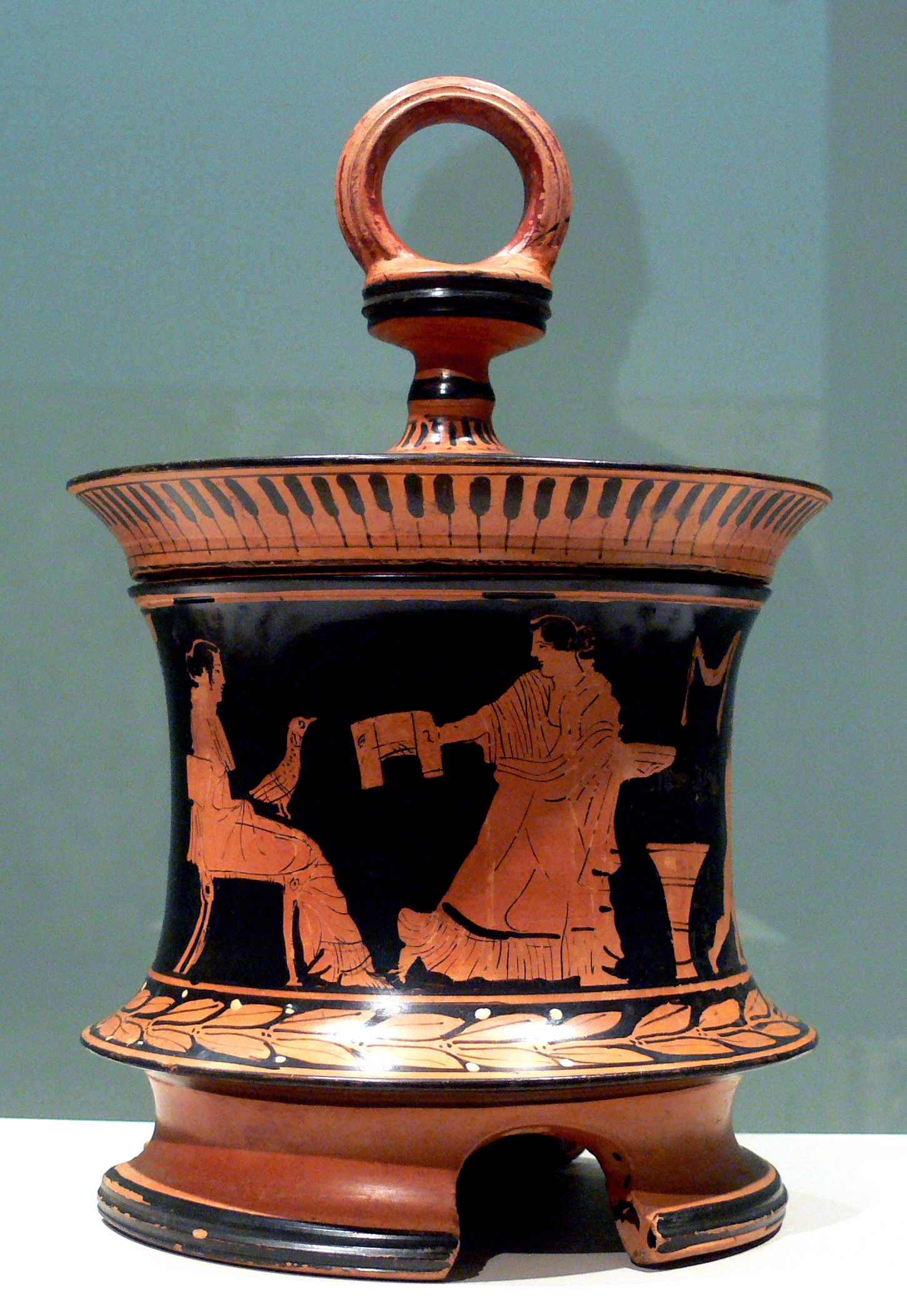
Starogreckie czerwonofigurowe pyksis dekorowane sceną z życia kobiet (V wiek p.n.e.)

Pyksis (stgr. πυξίς, lm pyksides) – naczynie używane w starożytnej Grecji w postaci cylindrycznego pojemnika (puzderka) z pokrywką. 
Pierwotnie było zapewne pudełkiem z drewna bukszpanowego (gr. pyksos – bukszpan), służącym do przechowywania medykamentów, a także ozdób i wartościowych drobiazgów. Oprócz najczęstszych pyksid glinianych znane są też wykonywane z innych materiałów. W ceramice wynalezienie tej formy przypisuje się twórcom cykladzkim w epoce brązu (ok. 2600 p.n.e.); w rozmaitych kształtach i proporcjach funkcjonowała ona od okresu geometrycznego aż po III wiek p.n.e. w produkcji ceramicznej Grecji właściwej i południowej Italii.
Rozpowszechnione w okresie klasycznym, naczynia te służyły głównie kobietom do przechowywania przyborów toaletowych, kosmetyków, biżuterii. Dekorowano je zwykle scenami z życia domowego kobiet. Późniejsze pudełka o zbliżonym kształcie zwano w Europie pyksydami.
Terminem tym określa się także rodzaj puszki na hostie używanej w Kościele katolickim.